# Dacia Unirea Brăila în sezonul 2019-2020
Sezonul 2019–20 reprezintă pentru Dacia Unirea Brăila primul sezon în Liga III dupa 9 sezoane consecutive petrecute în cel de-al doilea eșalon al fotbalului românesc. Clubul brăilean va participa în 3 competiții, respectiv Liga a III-a, Cupa României, precum și în a Liga IV-a - cu echipa a doua a clubului.

### Pre-sezon

#### Partide de verificare
| 20 iulie 2019 | Dacia Unirea Brăila | 1–0    | ACS Voința Suțești | Brăila                              |  |
| 11:00         | Alexandru Duțu 26'  | Raport |                    | Stadion: Stadionul Municipal Brăila |  |

| 7 august 2019 | Oțelul Galați     | 2–1 | Dacia Unirea Brăila | Galați                    |  |
| 11:00         | Valentin Robu 26' |     |                     | Stadion: Stadionul Oțelul |  |

#### Plecări
| Post | Jucător           | La echipa         | Sumă de transfer | Dată       |  |
| ---- | ----------------- | ----------------- | ---------------- | ---------- |  |
| M    | Costin Ciucureanu | Concordia Chiajna |                  | 30.06.2019 |  |
| M    | Leonard Coteț     | Viitorul Ianca    |                  | 30.06.2019 |  |

## Jucători
La 26 septembrie 2019.
| Nr. |         | Poziție | Jucător           |
| --- | ------- | ------- | ----------------- |
| 1   | România | P       | George Tudor      |
|     | România | P       | Roberto Chirilă   |
|     | România | P       | Alin Mihai        |
| 6   | România | F       | Marius Moroianu   |
|     | România | F       | Valentin Munteanu |
|     | Franța  | F       | Cisse Oumar       |
|     | Nigeria | F       | Fatai Yunus       |
|     | România | F       | Silviu Sloata     |
|     | Franța  | F       | Anis Libotte      |
|     | România | F       | Andrei Dobre      |

| Nr. |         | Poziție | Jucător             |
| --- | ------- | ------- | ------------------- |
|     | România | M       | Valentin Robu       |
|     | România | M       | Ștefăniță Sava      |
|     | România | M       | Daniel Mihalcea     |
|     | Franța  | M       | Frederic Bady       |
|     | Franța  | M       | Brice Goupy         |
|     | Italia  | M       | Valentino Cosentino |
|     | România | A       | Alexandru Duțu      |
|     | România | A       | Răzvan Băcanu       |
|     | România | A       | Rareș Cristea       |
|     | Camerun | A       | Jean Claude Essomba |

### Liga a III-a
| 24 august 2019 | Metalul Buzău | 5–0 | Dacia Unirea Brăila | Buzău                                              |  |
| 17:00          |               |     |                     | Stadion: Stadionul Cornel Negoescu Spectatori: 100 |  |

| 30 august 2019 | Dacia Unirea Brăila                                   | 3–2 | Recolta Gheorghe Doja | Însurăței                                    |  |
| 17:00          | Rareș Cristea 38' Rareș Cristea 49' Răzvan Băcanu 61' |     |                       | Stadion: Stadionul Orășenesc Spectatori: 100 |  |

| 6 septembrie 2019 | FCSB 2 | 2–1 | Dacia Unirea Brăila      | București                           |  |
| 17:00             |        |     | Sebastiano Cosentino 67' | Stadion: Baza ARCOM Spectatori: 100 |  |

| 13 septembrie 2019 | Dacia Unirea Brăila | 0–2 | Mostiștea Ulmu | Însurăței                                    |  |
| 17:00              |                     |     |                | Stadion: Stadionul Orășenesc Spectatori: 100 |  |

| 21 septembrie 2019 | CS Poseidon Limanu-2 Mai | 4–1 | Dacia Unirea Brăila | Mangalia                                  |  |
| 17:00              |                          |     | Marius Moroianu 78' | Stadion: Stadion Callatis Spectatori: 100 |  |

| 27 septembrie 2019 | Dacia Unirea Brăila                | 2–3 | Înainte Modelul | Însurăței                                    |  |
| 17:00              | Alexandru Duțu 84' Goupy Brice 87' |     |                 | Stadion: Stadionul Orășenesc Spectatori: 100 |  |

| 5 octombrie 2019 | CS Popești-Leordeni | 2–0 | Dacia Unirea Brăila | Popești-Leordeni                           |  |
| 15:00            |                     |     |                     | Stadion: Stadion Inter Gaz Spectatori: 100 |  |

| 11 octombrie 2019 | Dacia Unirea Brăila | 1–0 | CS Făurei | Însurăței                                    |  |
| 15:00             | Alexandru Duțu 64'  |     |           | Stadion: Stadionul Orășenesc Spectatori: 100 |  |

| 19 octombrie 2019 | Axiopolis Cernavodă | 1–1 | Dacia Unirea Brăila | Cernavodă                              |  |
| 15:00             |                     |     | Rareș Cristea 60'   | Stadion: Stadion Trust Spectatori: 100 |  |

| 25 octombrie 2019 | Dacia Unirea Brăila | 0–2 | Unirea Slobozia | Însurăței                                    |  |
| 15:00             |                     |     |                 | Stadion: Stadionul Orășenesc Spectatori: 100 |  |

| 2 noiembrie 2019 | CS Afumați | 5–0 | Dacia Unirea Brăila | Afumați                                  |  |
| 14:00            |            |     |                     | Stadion: Stadion Afumați Spectatori: 100 |  |

| 2 noiembrie 2019 | Dacia Unirea Brăila | 0–2 | Agricola Borcea | Însurăței                                    |  |
| 14:00            |                     |     |                 | Stadion: Stadionul Orășenesc Spectatori: 100 |  |

| 16 noiembrie 2019 | CS Medgidia | 0–0 | Dacia Unirea Brăila | Medgidia                                  |  |
| 14:00             |             |     |                     | Stadion: Stadion Medgidia Spectatori: 100 |  |

### Cupa României
| 27 august 2019Turul 3 | CS Făurei | 3-1 | Dacia Unirea Brăila | Făurei                                       |  |
| 14:30                 |           |     | Daniel Mihalcea 16' | Stadion: Stadionul Orășenesc Spectatori: 300 |  |

## Statistici

### Marcatorii golurilor
La 21 octombrie 2019.
| Jucător              | Goluri campionat | Goluri cupă |
| -------------------- | ---------------- | ----------- |
| Rareș Cristea        | 3                | 0           |
| Alexandru Duțu       | 2                | 0           |
| Răzvan Băcanu        | 1                | 0           |
| Sebastiano Cosentino | 1                | 0           |
| Marius Moroianu      | 1                | 0           |
| Goupy Brice          | 1                | 0           |
| Daniel Mihalcea      | 0                | 1           |